# ریکو اوکی
ریکو اوکی (انگلیسی: Riko Ueki؛ زادهٔ ۳۰ ژوئیهٔ ۱۹۹۹) بازیکن فوتبال است که در تیم ملی فوتبال زنان ژاپن بازی کرده‌است.